# کرس شمالی
کُرْس شمالی یا کرس عُلیا (به فرانسوی: Haute-Corse) به همراه شهرستان کرس جنوبی، دو شهرستان موجود در جزیره کرس را تشکیل می‌دهند. کد INSEE این شهرستان ۲B می‌باشد. جزیره کرس در دریای مدیترانه و در جنوب شرقی فرانسه قرار دارد. کرس شمالی، قسمت شمالی جزیره کرس را پوشش می‌دهد. این شهرستان زیرمجموعه ناحیه جزیره کرس می‌باشد. مساحت این شهرستان ۴٬۶۶۶ کیلومتر مربع و جمعیت آن ۱۴۱٬۶۰۳ نفر است.

## نگارخانه

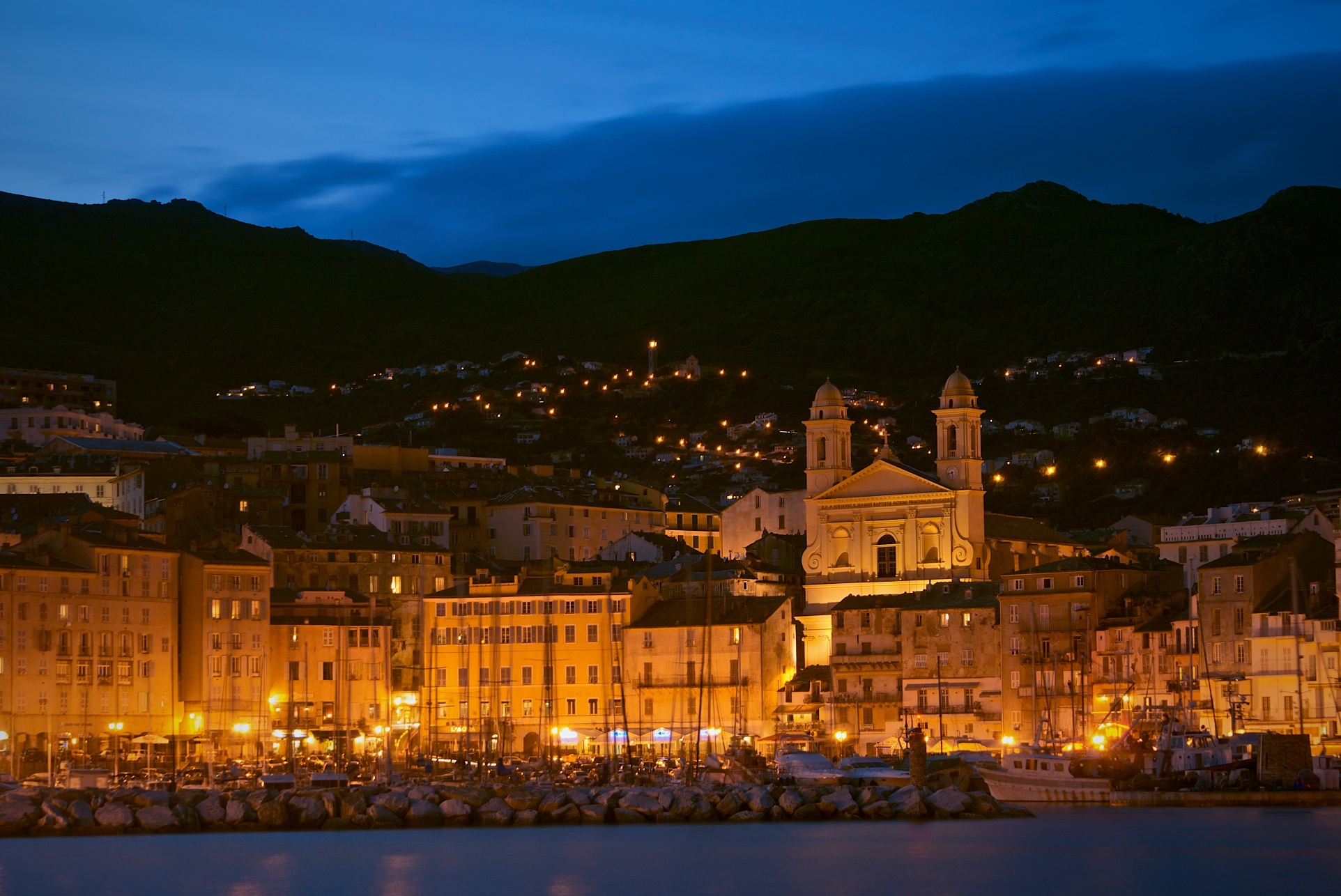
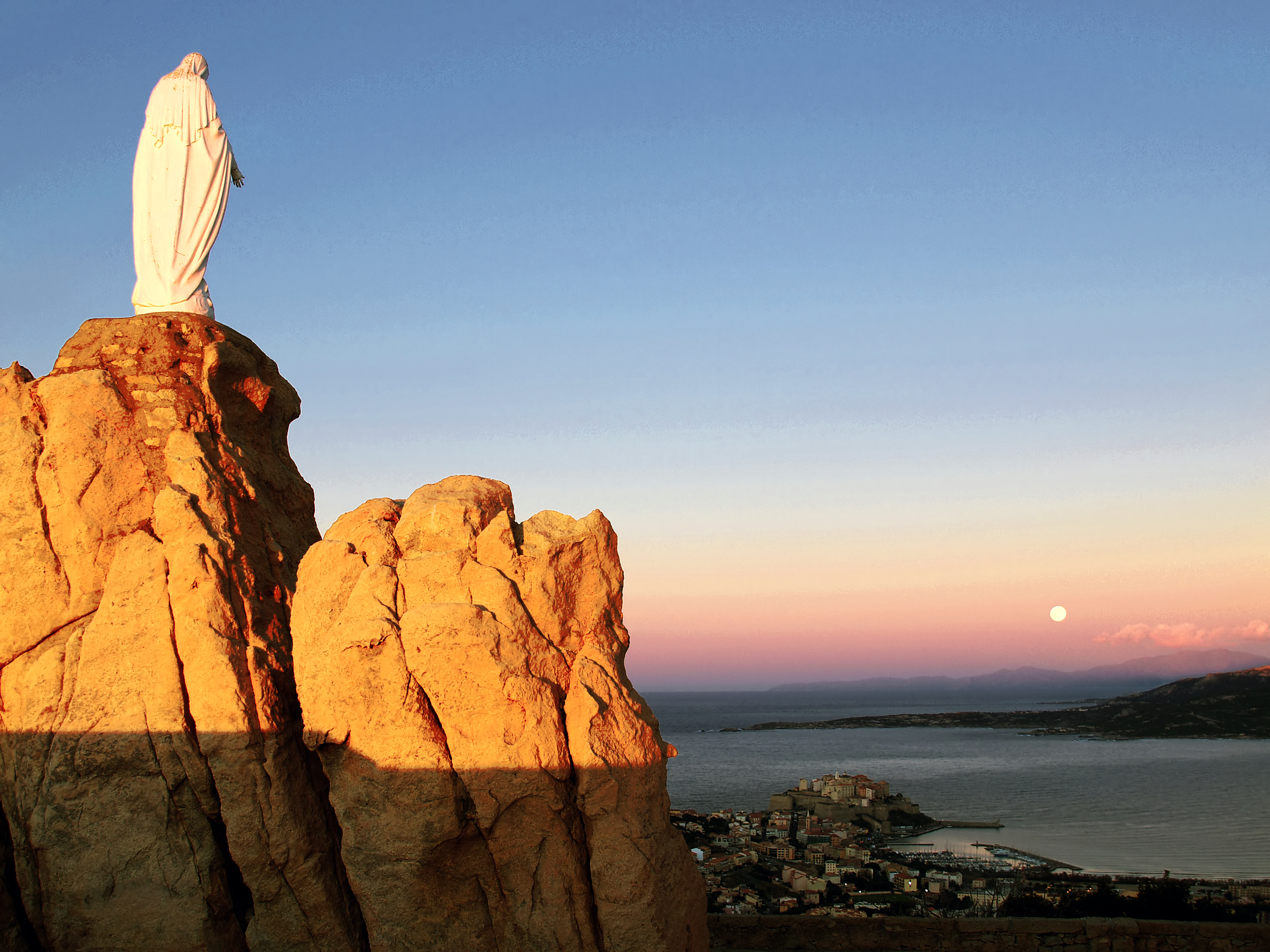
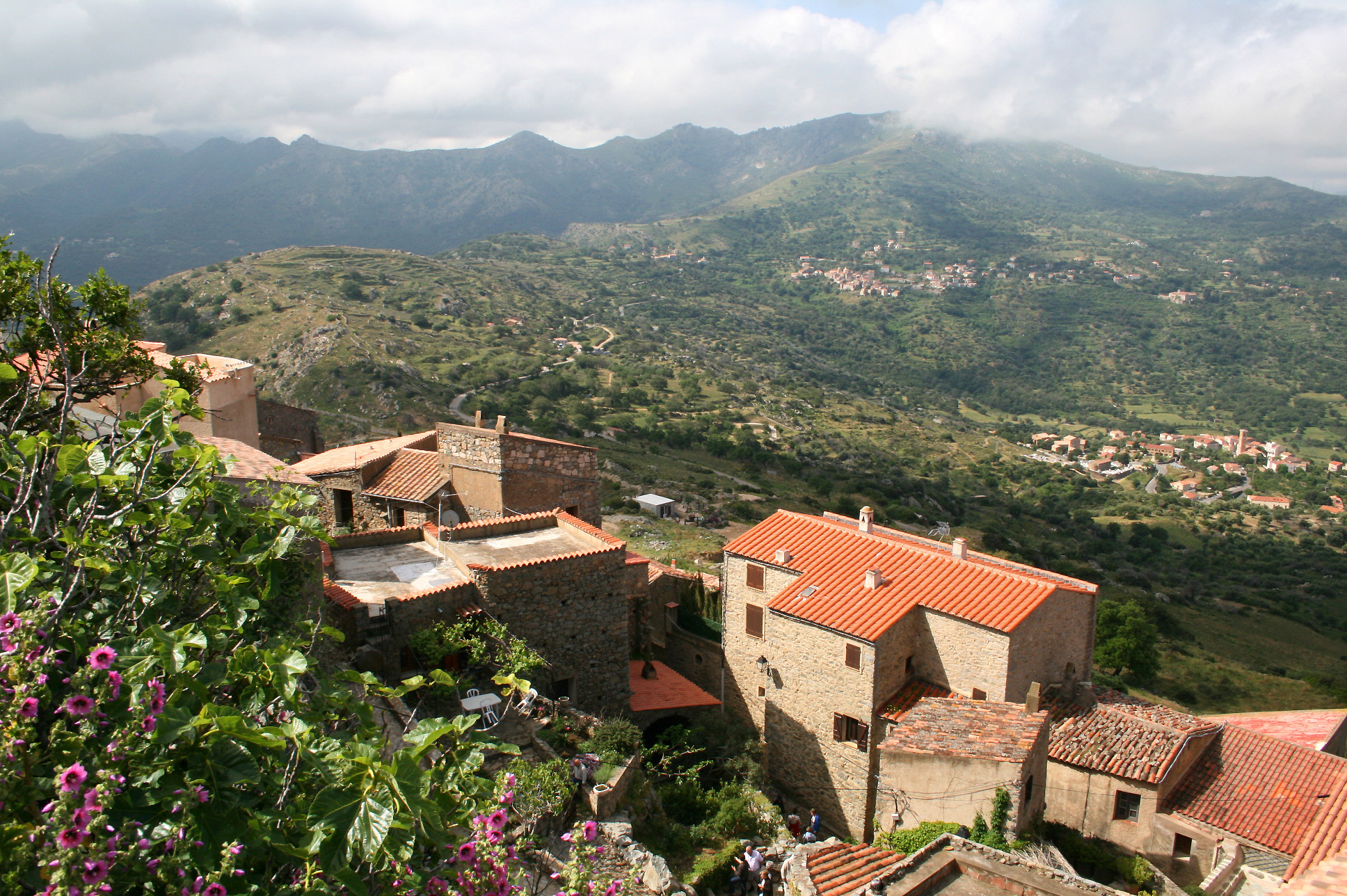
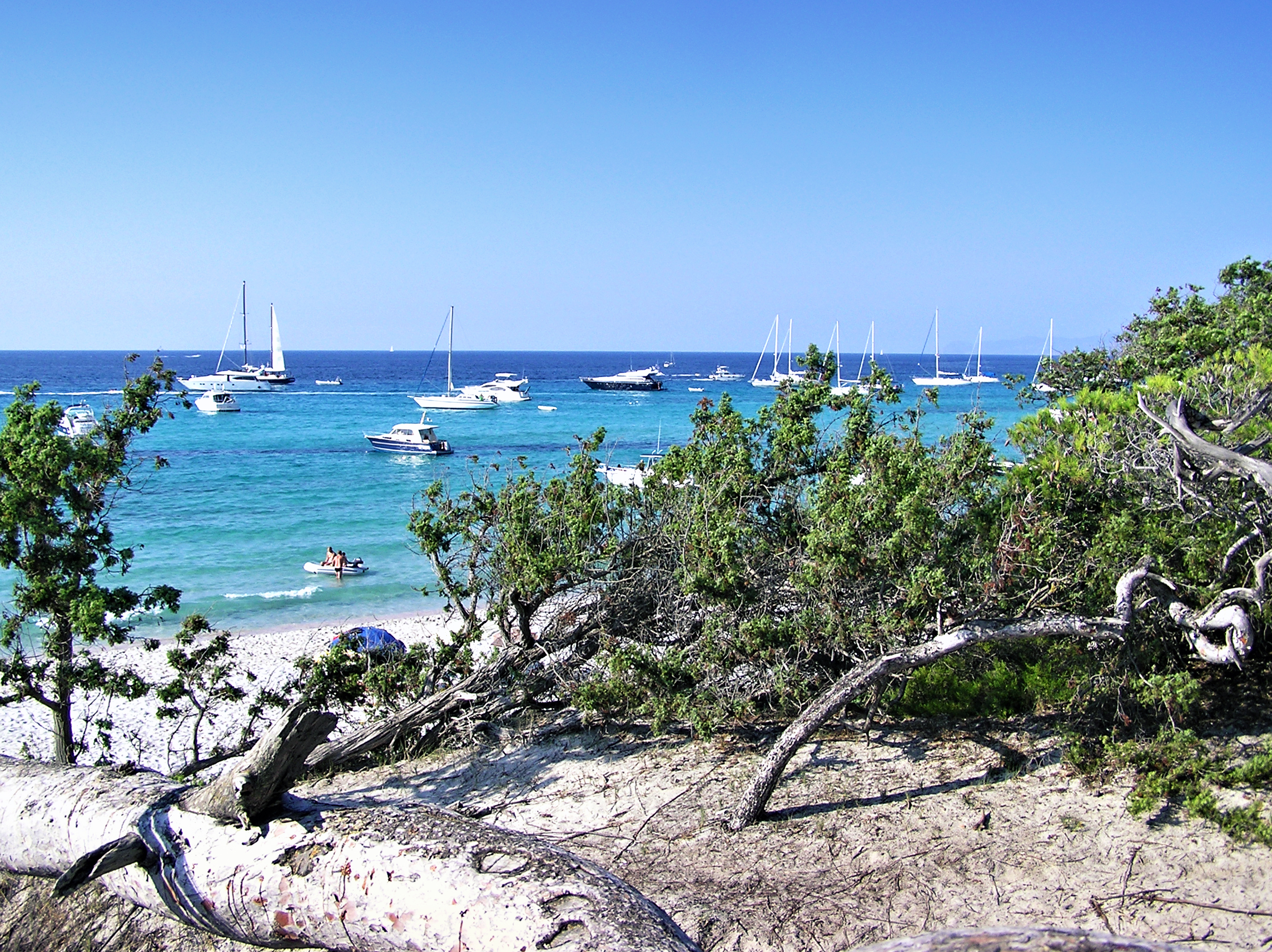
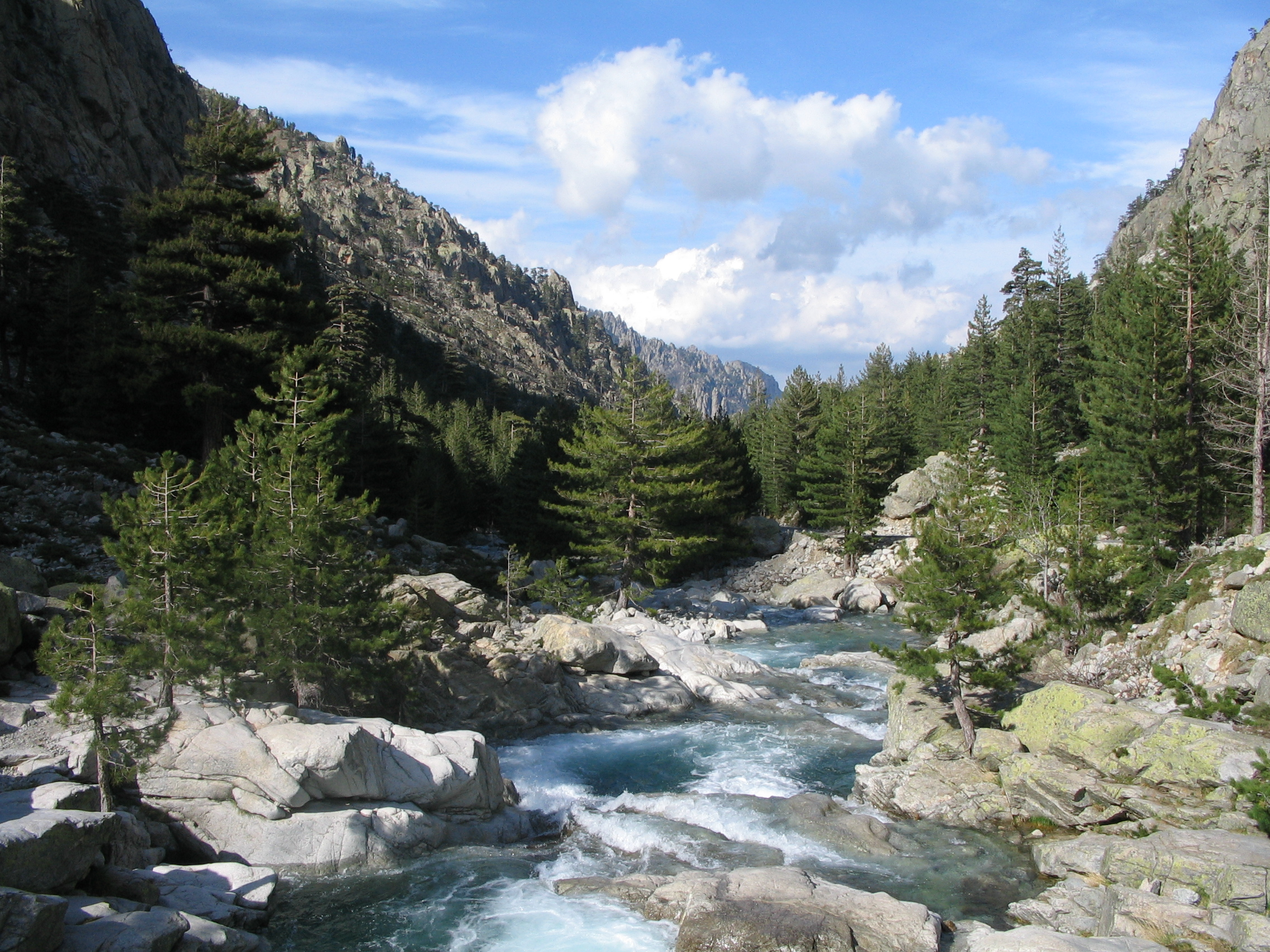